# Tipula (Emodotipula) breviscapha
Tipula (Emodotipula) breviscapha is een tweevleugelige uit de familie langpootmuggen (Tipulidae). De soort komt voor in het Palearctisch gebied.